# Charles Cornell
Charles Olney Cornell, né le 14 mars 1911 dans le Comté de Cochise, à Cochise en Arizona, mort 1er janvier 1989, est un communiste américain de tendance trotskiste.
Professeur à San Francisco dans les années 1930, il devient actif dans le mouvement trotskiste américain en rejoignant en 1938 Socialist Workers Party, fondé peu de temps auparavant.
Le SWP propose à Charles Cornell d'aller à Coyoacán, au Mexique, pour être l'un des gardes du corps de Léon Trotsky qui y vit en exil. Cornell travaille dans l'équipe de Trotsky de juin 1939 à août 1940. Le 24 mai 1940, les staliniens mexicains mitraillent l'habitation de Trotsky. Plus tard, Charles Cornell et Otto Schüssler, un des gardes du corps allemand de Trotsky, sont arrêtés par la police. En premier lieu la police suspecte Trotsky et ses secrétaires d'avoir organisé ce raid, ils réalisent bientôt leur erreur. Après deux jours et avec l'intervention personnelle de Trotsky, Schüssler et Cornell sont libérés.
Trois mois plus tard, le 20 août 1940, Trotsky est assassiné par l'agent stalinien Ramón Mercader, qui réussit à l'approcher et le blesse mortellement à l'aide d'un piolet. Cornell, qui était présent, ne parvient pas à empêcher Mercader de frapper. Avec Joseph Hansen, Cornell rattrape l'assassin pour le remettre plus tard à la police.
À son retour aux États-Unis, Charles Cornell reste militant du Socialist Workers Party à New York pendant plusieurs années, mais n'y joue aucun rôle de grande envergure. Il abandonne par la suite ses activités politiques pour se lancer dans l'immobilier, d'abord au Connecticut, puis en Arizona.